# Calceta (Parroquia)
Calceta ist die einzige Parroquia urbana („städtisches Kirchspiel“) im Kanton Bolívar der ecuadorianischen Provinz Manabí. Verwaltungssitz von Parroquia und Kanton ist die gleichnamige Stadt. Die Parroquia Calceta besitzt eine Fläche von 355,1 km². Die Einwohnerzahl lag im Jahr 2010 bei 33.415. Davon lebten 17.632 Menschen im urbanen Bereich von Calceta.

## Lage
Die Parroquia Calceta reicht vom Hauptkamm der Cordillera Costanera im Osten bis in die westlich der Berge gelegene Niederung. Der Hauptort liegt auf einer Höhe von 23 m im Nordwesten der Parroquia. Das Verwaltungsgebiet wird im Osten von dem 400 m hohen Höhenkamm Cordillera de Balzar begrenzt, der entlang der Wasserscheide zu dem weiter östlich gelegenen Einzugsgebiet des Río Daule verläuft. Der Río Carrizal entwässert das Areal nach Westen. Der Stausee der Talsperre La Esperanza liegt größtenteils in der Parroquia Calceta. Im Südosten reicht das Areal bis zur Fernstraße E30 (Portoviejo–Quevedo). Die Fernstraße E384 von Portoviejo über Junín nach Calceta und weiter nach Chone durchquert den Nordwestteil des Verwaltungsgebietes.
Die Parroquia Calceta grenzt im Nordwesten an die Parroquias Ángel Pedro Giler und Bachillero (beide im Kanton Tosagua), im Norden an die Parroquia Canuto (Kanton Chone), im Nordosten an die Parroquia Membrillo, im Südosten an die Parroquias Pichincha und San Sebastián (beide im Kanton Pichincha), im östlichen Süden an die Parroquias San Plácido und Chirijos (beide im Kanton Portoviejo) sowie im Südwesten an den Kanton Junín und an die Parroquia Quiroga.

## Geschichte
Die Parroquia Calceta wurde am 22. März 1879 als Teil des Kantons Rocafuerte gegründet. Am 13. Oktober 1913 wurde der Kanton Bolívar eingerichtet und Calceta als Parroquia urbana dessen Verwaltungssitz.